# Nordmarks distrikt
Nordmarks distrikt är ett distrikt i Filipstads kommun och Värmlands län. Distriktet ligger omkring Nordmark i östra Värmland.

## Tidigare administrativ tillhörighet
Distriktet inrättades 2016 och utgörs av Nordmarks socken i Filipstads kommun.
Området motsvarar den omfattning Nordmarks församling hade vid årsskiftet 1999/2000.

## Tätorter och småorter
I Nordmarks distrikt finns en småort men inga tätorter.

### Småorter
- Nordmark